# Antti Miettinen
Antti Markus Miettinen (Hämeenlinna, 3 luglio 1980) è un hockeista su ghiaccio finlandese.

## Palmarès

### Olimpiadi invernali
- Bronzo a Vancouver 2010